# ساختمان فرمانداری چابهار
ساختمان قدیمی فرمانداری چابهار مربوط به اواخر دوره قاجار است و در چابهار، شمال میدان ۲۲ بهمن، شرق خیابان دریا واقع شده و این اثر در تاریخ ۲۴ اسفند ۱۳۸۳ با شمارهٔ ثبت ۱۱۴۷۷ به‌عنوان یکی از آثار ملی ایران به ثبت رسیده است.